# Siseme militaris
Siseme militaris är en fjärilsart som beskrevs av Carl Heinrich Hopffer 1874. Siseme militaris ingår i släktet Siseme och familjen Riodinidae. Inga underarter finns listade i Catalogue of Life.